# Dorika adamsoni
Dorika adamsoni là một loài bướm đêm trong họ Noctuidae.